# Fortuné Méaulle
Pour les articles homonymes, voir Méaulle (homonymie).
Fortuné Louis Méaulle, né le 18 février 1843 à Angers et mort le 11 mai 1916 à Montrouge, est un graveur sur bois et écrivain français.

## Biographie

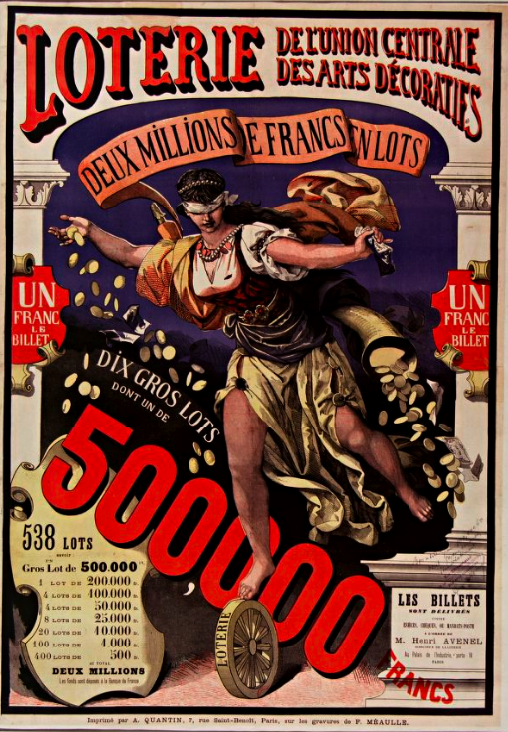
Affiche pour la loterie de l'Union centrale des arts décoratifs (1890).

Fortuné Méaulle monte à Paris dès l'enfance et fait ses études au lycée Bonaparte : voulant préparer Polytechnique, la mort de son père l'oblige à devenir soutien de famille.
Il apprend la peinture et le dessin auprès d'Eugène Isabey : ses premiers travaux sont présentés au Salon de 1869.
Pointelle, le directeur artistique de l'hebdomadaire Le Monde illustré, le charge alors de réaliser des copies des chefs-d'œuvre du musée du Louvre. Il est, à la même époque, formé à la gravure par Henry Duff Linton (1815-1899). Il travaille aussi aux côtés de Joseph Burn Smeeton, graveur, en société avec Auguste Tilly. Il réussit à s’introduire dans le petit groupe très fermé, constitué par Charles Laplante, Henri Théophile Hildibrand et Charles Barbant, qui travaille pour Louis Hachette. Il y reste peu, évincé par « faute de sérieux ».
Il dirige ensuite son propre atelier, où il est un des premiers à graver pour Daniel Vierge. Il grave aussi les illustrations de Gustave Doré, de Gustave Morin, et de François Chifflart pour Les Travailleurs de la Mer de Victor Hugo, dont il révèle aussi les dessins. Victor Hugo avait inséré quelques lavis dans son manuscrit, mais il ne s’était pas résolu à les faire graver, craignant d’en perdre la matière évanescente « tout en nuages ». La virtuosité de Méaulle le convainc.
L’atelier de Méaulle a une production abondante, avec une qualité inégale.
Il grave une grande quantité de couvertures du Supplément illustré du Petit Journal dessinées par Henri Meyer ou directement d'après une photographie : il en est nommé directeur artistique.
Ses collaborations pour le monde de la presse sont volumineuses, ainsi on compte en France L'Illustration, Le Tour du monde, Le Magasin pittoresque, L'Univers illustré, et à l'étranger, Harper's Magazine et The Graphic.
Pour l'exposition universelle de 1900, il compose une grande fresque panoramique sur panneaux intitulée Panorama de l'Histoire de la Terre, dont les maquettes furent présentées à La Bodinière.
Écrivain, il publie des ouvrages sur l’art, ainsi que des romans destinés principalement à la jeunesse.
Son décès est annoncé dans le Journal des débats politiques et littéraires du 15 mai 1916.
Il est le père de la sculptrice Lucie Méaulle, dite « Méaulle d’Urville », née de son union avec Félicité-Jeanne Breuilh, veuf il épouse Louise-Carmen Rivero le 23 juin 1897 à Paris 17e.

## Publications
Méaulle a illustré de très nombreux ouvrages, sa production est abondante et il convient d'en distinguer
ses propres ouvrages, destinés à la jeunesse et se présentant sous cartonnage ornementé entoilé rouge, parfois conçu par les frères Auguste et Paul Souze. Ces ouvrages comportent des dessins d’artistes divers, la plupart gravés par lui-même :
- Les Petits Robinson de Fontainebleau, illustrations d'après photographies, Paris, Hetzel, 1878.
- Messieurs et Mesdemoiselles Bébé, carnet d’un papa, Paris, Librairie Paul Ducrocq, 1887.
- Le Robinson des airs, avec 90 illustrations de Rochegrosse, Georges Cain, Mouchot, Férat, Paris, Ducrocq, 1889.
- Le Petit Amiral, illustré, Paris, Ducrocq, 1890.
- Petite Naga, avec 90 illustrations de Ferdinand Bac, L. Mouchot, Baldo, Bayard fils, Mlle Simon et V. Méaulle, Paris, Ducrocq, 1891.
- Perdus dans la grande ville, hors-textes de Louis Mouchot, Tours, Alfred Mame et fils, 1891.
- L'Homme aux yeux verts : aventures au Dahomey avec A.-M. Rossi, nombreuses illustrations[5], Tours, Mame, 1892.
- Délaissée, Tours, Mame, 1892.
- Le Testament du Duc Job, Tours, Mame, 1893.
- Et moi aussi, je suis peintre !, 100 gravures et croquis inédits de Victor Hugo, Paris, Alcide Picard, librairie de l'Éducation nationale, 1900. Prix Montyon de l'Académie Française 1907.
- Un aéronaute de dix ans, illustré par Mlle Suzanne Minier, Paris, Éditions Émile Gaillard, [1900?].
- Victor Hugo, 1802-1902, ouvrage pour la jeunesse, Paris, Société française d'éditions d'art, 1902.
- Le Maître. La vie d’un artiste, illustré, Paris, Alcide Picard et Fils - Librairie d'éducation nationale, Paris, 1908.
- Le Chauffeur de Longjumeau. Au temps des débuts de l'automobile, Paris, Gedalge et Cie, 1910.
- René Morin à la Villa Médicis, illustré, Paris, Picard Alcide & fils [?]

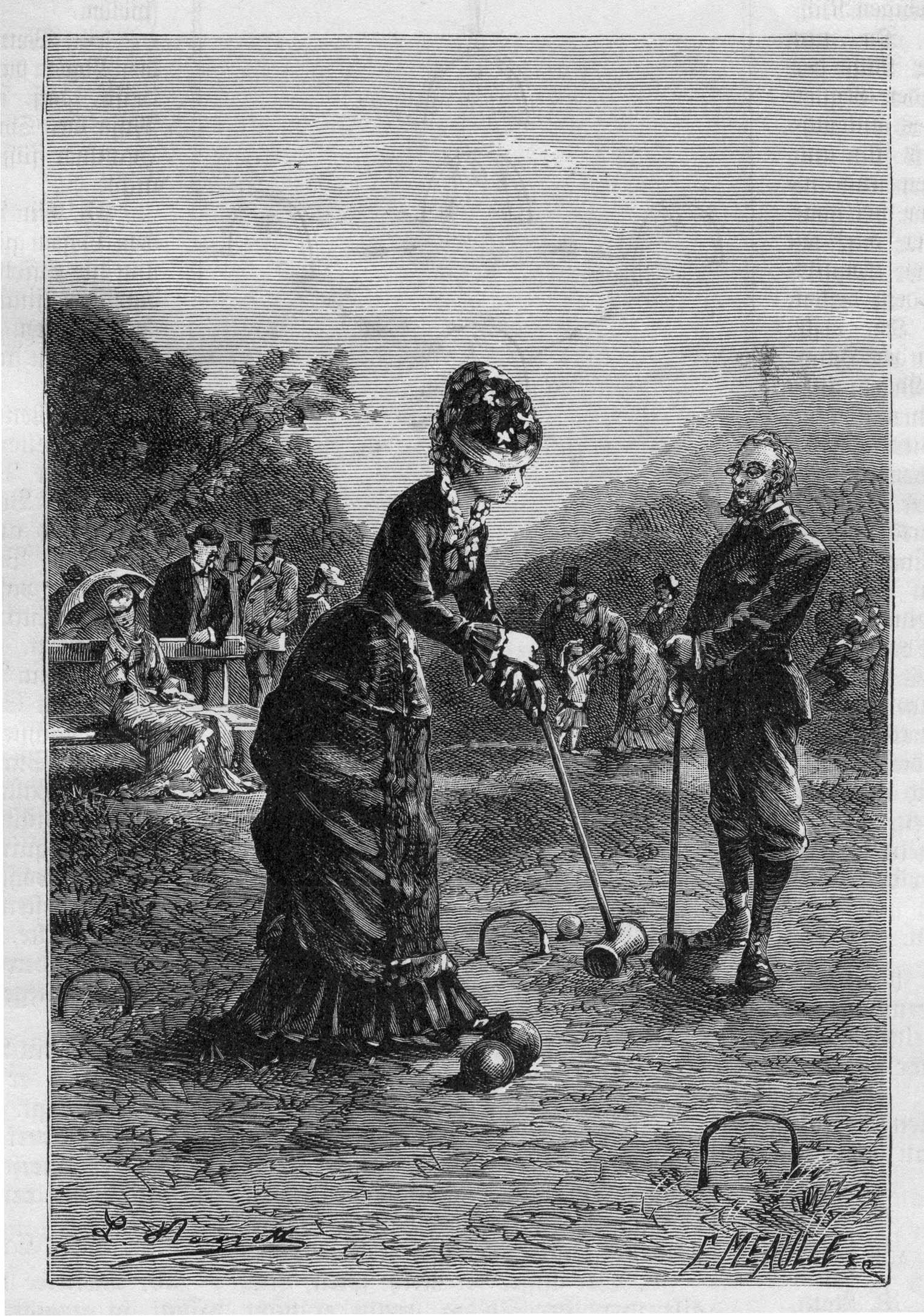
Croquet, 1889
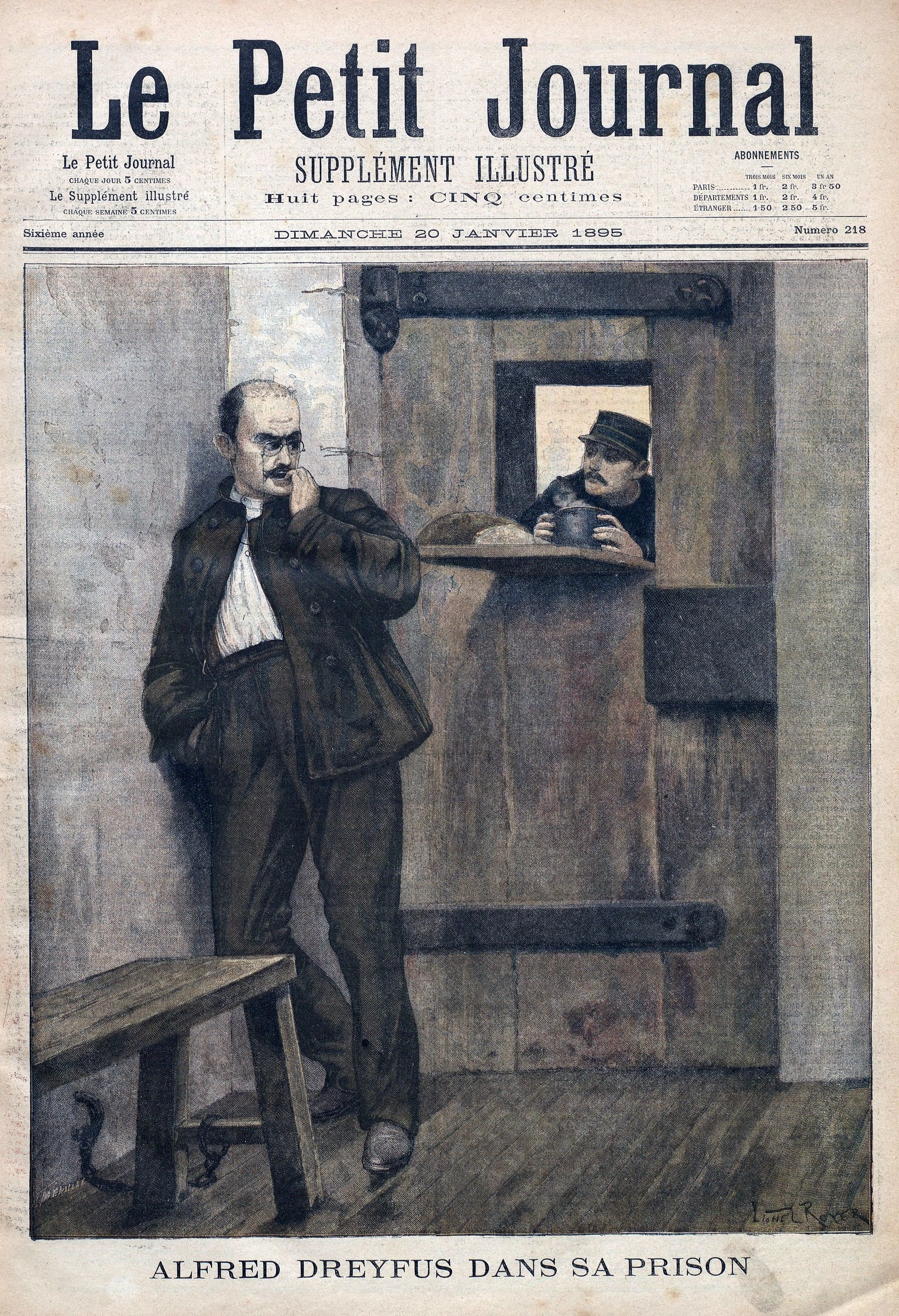
Dreyfus en prison, 1895
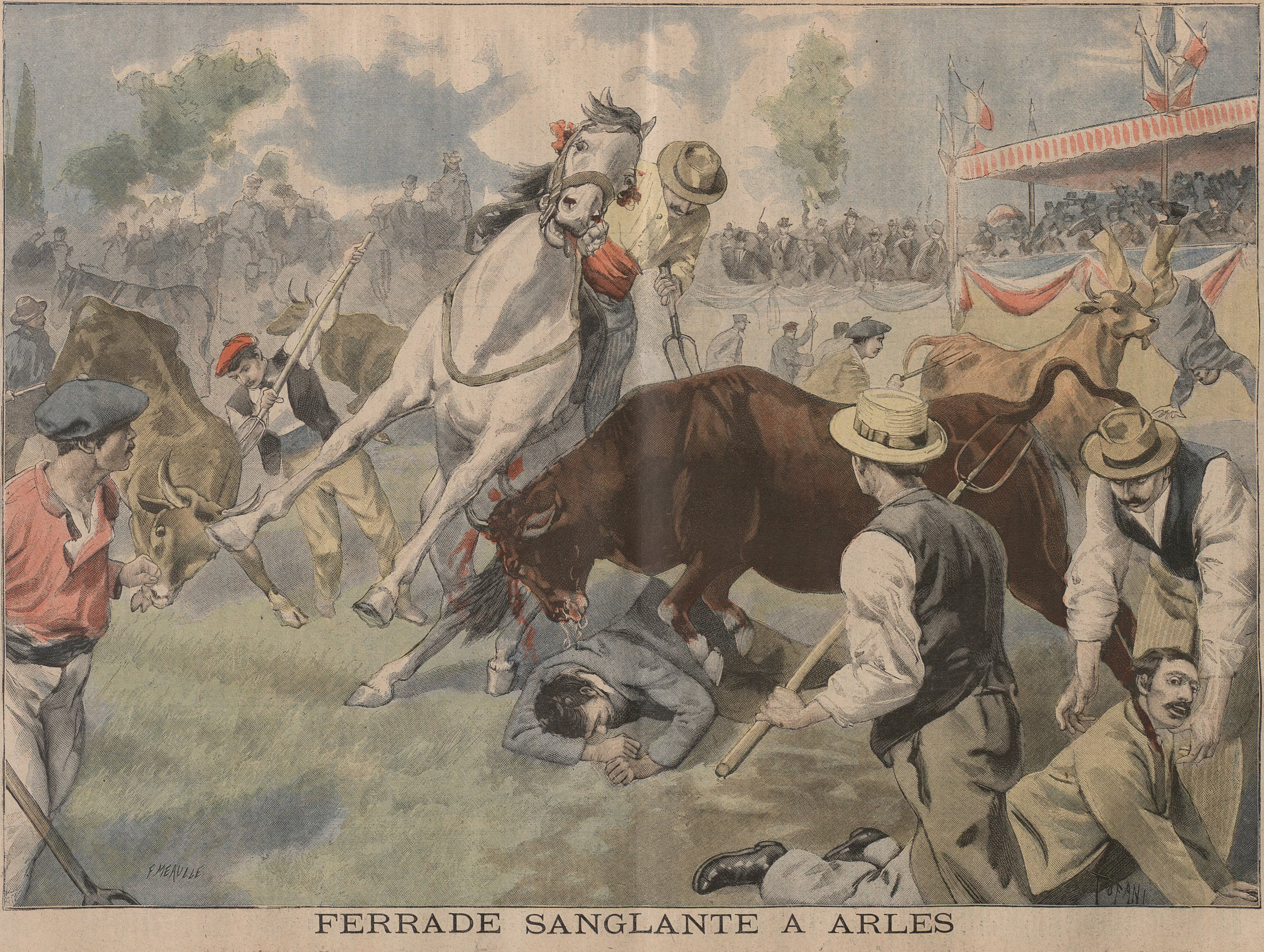
Ferrade sanglante à Arles, 1898
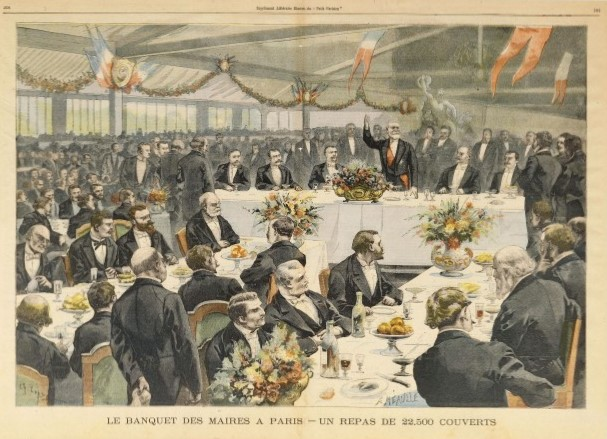
Banquet des maires, 1900